# Rally de Córcega de 2013
El Rally de Córcega de 2013 fue la 56.ª edición y la quinta ronda de la temporada 2013 del Campeonato de Europa de Rally. Se celebró del 16 al 18 de mayo y contó con un itinerario de once tramos sobre asfalto que sumaban un total de 248.08 km cronometrados.
La carrera comenzó con un dominio claro del irlandés Craig Breen que marcó el mejor tiempo en los primeros tres tramos y se situó líder provisional. Tras varios cambios de líder el francés Bryan Bouffier lideró la prueba desde el primer tramo del segundo día de carrera hasta el final. Segundo fue Jan Kopecky, líder del campeonato que terminó a medio minuto y tercero fue otro francés, Stéphane Sarrazin con un Mini Cooper WRC. Los continuos problemas de Breeen le hicieron descender en la clasificación hasta la cuarta plaza donde terminó. Quinto fue su compatriota François Delecour a bordo también de un Peugeot 207 S2000. Por su parte el polaco Robert Kubica que llegó a liderar temporalmente la carrera sufrió una avería en su Citroën DS3 RRC y se vio obligado a abandonar. Andreas Aigner terminó en la séptima plaza además de conseguir la victoria en la Production Cup.

## Itinerario
| Día           | Tramo | Nombre                     | Distancia | Hora  | Ganador        | Tiempo  | Veloc. media | Líder rally    |
| ------------- | ----- | -------------------------- | --------- | ----- | -------------- | ------- | ------------ | -------------- |
| Día 1 17 mayo | SS1   | La Fangu - ND de la Serra  | 27,53 km  | 08:23 | Craig Breen    | 16:29.0 | 100.2 km/h   | Craig Breen    |
| Día 1 17 mayo | SS2   | Erbajolo - Pont d´Altani 1 | 24,57 km  | 11:06 | Craig Breen    | 15:23.0 | 95.8 km/h    | Craig Breen    |
| Día 1 17 mayo | SS3   | Barchetta - La Porta 1     | 23,24 km  | 14:18 | Craig Breen    | 15:36.2 | 89.4 km/h    | Craig Breen    |
| Día 1 17 mayo | SS4   | Taverna - Pont de Castirla | 15,28 km  | 15:21 | Robert Kubica  | 9:14.7  | 99.2 km/h    | Robert Kubica  |
| Día 1 17 mayo | SS5   | Barchetta - La Porta 2     | 23,24 km  | 18:01 | Craig Breen    | 15:50.0 | 88.1 km/h    | Bryan Bouffier |
| Día 1 17 mayo | SS6   | Erbajolo - Pont d´Altani 2 | 24,57 km  | 20:06 | Jan Kopecký    | 15:32.7 | 94.8 km/h    | Jan Kopecký    |
| Día 2 18 mayo | SS7   | Carbuccia - Tavera 1       | 16,89 km  | 10:48 | Bryan Bouffier | 12:03.7 | 84.0 km/h    | Bryan Bouffier |
| Día 2 18 mayo | SS8   | Sarrola - Liamone 1        | 26,70 km  | 12:06 | Bryan Bouffier | 17:50.0 | 89.8 km/h    | Bryan Bouffier |
| Día 2 18 mayo | SS9   | Marato - Acqua Doria       | 22,47 km  | 13:37 | Jan Kopecký    | 13:28.2 | 100.1 km/h   | Bryan Bouffier |
| Día 2 18 mayo | SS10  | Carbuccia - Tavera 2       | 16,89 km  | 16:40 | Bryan Bouffier | 11:55.1 | 85.0 km/h    | Bryan Bouffier |
| Día 2 18 mayo | SS11  | Sarrola - Liamone 2        | 26,70 km  | 18:06 | Bryan Bouffier | 17:39.8 | 90.7 km/h    | Bryan Bouffier |

## Clasificación final
| Pos. | Piloto                | Copiloto               | Automóvil                    | Tiempo    | Diferencia | Puntos |
| ---- | --------------------- | ---------------------- | ---------------------------- | --------- | ---------- | ------ |
| 1    | Bryan Bouffier        | Xavier Panseri         | Peugeot 207 S2000            | 2:41:58.2 | 0.0        | 25+13  |
| 2    | Jan Kopecký           | Pavel Dresler          | Škoda Fabia S2000            | 2:42:38.0 | +39.8      | 18+13  |
| 3.   | Stéphane Sarrazin     | Jacques-Julien Renucci | Mini John Cooper Works S2000 | 2:43:35.8 | +1:37.6    | 15+9   |
| 4.   | Craig Breen           | Paul Nagle             | Peugeot 207 S2000            | 2:43:39.0 | +1:40.8    | 12+9   |
| 5.   | François Delecour     | Dominique Savignoni    | Peugeot 207 S2000            | 2:45:23.2 | +3:25.0    | 10+6   |
| 6.   | Julien Maurin         | Nicolas Klinger        | Ford Fiesta RRC              | 2:45:35.8 | +3:37.6    | 8+4    |
| 7.   | Andreas Aigner        | Jürgen Heigl           | Subaru Impreza R4            | 2:49:52.1 | +7:53.9    | 6+1    |
| 8.   | Jean-Matthieu Leandri | Renaud Jamoul          | Peugeot 207 S2000            | 2:50:46.0 | +8:47.8    | 4      |
| 9.   | Germain Bonnefis      | Olivier Fournier       | Renault Mégane RS            | 2:51:15.0 | +9:16.8    | 2      |
| 10.  | Jean-Michel Raoux     | Francis Mazotti        | Peugeot 207 S2000            | 2:55:52.5 | +13:54.3   | 1      |

| Predecesor: Azores 2013 | ERC 2013 | Sucesor: Ypres 2013 |